# Franciszek Nogalski
Franciszek Nogalski (ur. 16 stycznia 1911 r. w Wąbrzeźnie, zm. 24 października 1939 roku w Rudzkim Moście k. Tucholi) – Sługa Boży Kościoła katolickiego, polski ksiądz katolicki, wikary parafii w Raciążu. Zamordowany przez niemiecki Selbstschutz jako pierwsza ofiara masowych egzekucji przeprowadzanych w Rudzkim Moście. Przed śmiercią, w bezowocnej próbie ocalenia pozostałych skazańców, dobrowolnie wziął na siebie winę za rzekome podpalenie niemieckiego gospodarstwa.

## Młodość i kapłaństwo
Urodził się w rodzinie murarza Franciszka i Wiktorii z domu Lewandowskiej. Kształcił się w gimnazjum w Wąbrzeźnie, gdzie w 1932 r. zdał maturę.
Studiował filozofię i teologię w Wyższym Seminarium Duchownym w Pelplinie. Po ukończeniu studiów otrzymał święcenia kapłańskie w dniu 11 czerwca 1938 roku. Następnie został skierowany jako wikariusz do pracy duszpasterskiej w Raciążu. Tam zastała go II wojna światowa i początek niemieckiej okupacji.

## Śmierć
Po zakończeniu kampanii wrześniowej Raciąż, podobnie jak i cały powiat tucholski, został wcielony do Rzeszy, wchodząc w skład nowo utworzonego okręgu Gdańsk-Prusy Zachodnie. Na okupowanych terenach Niemcy bezzwłocznie przystąpili do eksterminacji tak zwanej "polskiej warstwy przywódczej", do której w pierwszym rzędzie zaliczali duchowieństwo katolickie. Kluczową rolę w akcji eksterminacyjnej na Pomorzu odgrywał zwłaszcza tzw. Selbstschutz - paramilitarna formacja o charakterze policyjnym, której członkowie rekrutowali się spośród przedstawicieli zamieszkującej przedwojenną Polskę niemieckiej mniejszości narodowej.
Na terenie powiatu tucholskiego pretekstem do rozprawy z Polakami stał się pożar zagrody Hugo Fritza, Niemca z Piastoszyna, do którego doszło 21 października 1939 r. Winą za pożar obarczono Polaków, chociaż powszechnie było wiadomo, że spowodował go sam Fritz, który tego dnia późnym wieczorem upojony alkoholem zostawił w stodole palące się cygaro. Ponadto obciążono Polaków winą za śmierć samego Fritza, który jeszcze tej samej nocy zmarł na zawał.
24 października na miejsce egzekucji w lesie pod wsią Rudzki Most doprowadzono pierwszą 50-osobową grupę skazańców, wśród których znajdował się ksiądz Franciszek Nogalski, zatrzymany wcześniej w charakterze zakładnika. Kierujący egzekucją Kurt Gehrt (volksdeutsch z Bagiennicy) wygłosił po polsku przemówienie. Stwierdził, że z winy Polaków zginął najlepszy Niemiec w okolicy - Hugo Fritz z Piastoszyna, a powodem jego śmierci było podpalenie przez Polaków jego stodoły. Zapowiedział też, że jeżeli znajdzie się zbrodniarz, który podpalił stodołę, to Polacy zostaną zwolnieni, w przeciwnym razie wszyscy zostaną rozstrzelani. Dodał, że egzekucje będą trwały tak długo, dopóki nie znajdzie się podpalacz.
Na te słowa ksiądz Nogalski wystąpił z szeregu oświadczając, że to on podpalił stodołę Fritza, więc pozostali są niewinni i powinno się ich zwolnić. Zdenerwowany i zbity z tropu Gehrt powiedział: "Ten przeklęty klecha szuka wymówek i dąży do tego, aby wszyscy zostali zwolnieni. Musimy go za to powiesić". Zaczął gorączkowo rozglądać się za drzewem, na którym mógłby powiesić księdza. Odpowiedniego drzewa nie udało się jednak znaleźć, w związku z czym duchownego skatowano, a następnie rozstrzelano. Pozostałych skazańców rozstrzelano wkrótce później. Była to pierwsza z sześciu zbiorowych egzekucji w Rudzkim Moście, które łącznie kosztowały życie około 335 osób.

## Proces beatyfikacyjny
17 września 2003 r. biskup pelpliński Jan Bernard Szlaga otworzył proces beatyfikacyjny grupy 122 polskich ofiar hitleryzmu. Wśród nich znalazł się ksiądz Franciszek Nogalski.